# Mitchell Stahl
Mitchell Stahl (Chambersburg, 31 agosto 1994) è un pallavolista statunitense, centrale dello Stal Nysa.

## Carriera

### Club
La carriera di Mitchell Stahl inizia giocando a livello scolastico per la Chambersburg Area HS. Dopo il diploma entra a far parte della squadra di pallavolo maschile della UC Los Angeles, partecipando alla NCAA Division I dal 2014 al 2017.
Nella stagione 2017-18 firma il suo primo contratto professionistico in Francia, ingaggiato in Ligue A dal Paris; resta nel medesimo campionato anche nella stagione seguente, vestendo però la maglia del Tours, con il quale conquista la Coppa di Francia e lo scudetto. Per il campionato 2019-20 difende i colori di un altro club transalpino, lo Chaumont, prima di approdare nel campionato seguente in Belgio, dove viene ingaggiato dal Maaseik, in Liga A.
Nella stagione 2021-22 si trasferisce in Polonia, difendendo i colori dello Stal Nysa, in Polska Liga Siatkówki.

### Nazionale
Nel 2017 riceve anche le prime convocazioni nella nazionale statunitense, venendo premiato come miglior centrale alla Coppa panamericana e vincendo la medaglia d'oro al campionato nordamericano, torneo nel quale vince la medaglia d'argento nel 2019; nello stesso anno si aggiudica il bronzo in Coppa del Mondo. Nel 2022 conquista la medaglia d'argento alla Volleyball Nations League.

## Palmarès

### Club
- Campionato francese: 1

2018-19
- Coppa di Francia: 1

2018-19

### Premi individuali
- 2016 - All-America Second Team
- 2017 - Coppa panamericana: Miglior centrale